# Lochinvar (sjö)
Lochinvar är en sjö i Storbritannien.   Den ligger i riksdelen Skottland, i den centrala delen av landet, 500 km nordväst om huvudstaden London. Lochinvar ligger 250 meter över havet. Arean är 39 kvadratkilometer.Trakten runt Lochinvar består i huvudsak av gräsmarker.